# Elise Båtnes
Elise Båtnes (nacida el 24 de junio de 1971) es una violinista noruega. Desde 2006, lidera la Orquesta Filarmónica de Oslo.

## Biografía
Nacida el 24 de junio de 1971 en Trondheim, Båtnes empezó a tocar el violín a los cuatro años de edad. Cuatro años más tarde tocó por primera vez como solista con la Orquesta Sinfónica de Trondheim. En 1981, cuando tenía diez años,  actuó en un concierto de niños con la Filarmónica de Oslo, apareciendo como solista un año más tarde.
Estudió con Dorothy DeLay en los Estados Unidos, Ruggiero Ricci en Salzburgo, David Takeno en Londres y Arve Tellefsen en Oslo. También recibió consejos de Mariss Jansons de la Filarmónica de Oslo. Ha tocado como solista con orquestas en Suecia, Dinamarca, Alemania y Bélgica, participando en emisiones de estos países así como en Finlandia, España y los Estados Unidos.
Båtnes se unió por primera vez a la Filarmónica de Oslo cuando tenía 19 años, regresando como líder en 2006. Su concierto más memorable con la orquesta tuvo lugar cuando tocó la Sinfonía n.º 7 de Bruckner mientras estaban de gira en Inglaterra en 1991. También ha sido la líder de la Orquesta Sinfónica Nacional de Dinamarca en Copenhague (2000-04) y la Orquesta Radiofónica de la WDR en Colonia (2004-08). Además de Bruckner, también disfruta tocando la música de Richard Strauss, Gustav Mahler y Richard Wagner.